# Xã Osage, Quận Laclede, Missouri
Xã Osage (tiếng Anh: Osage Township) là một xã thuộc quận Laclede, tiểu bang Missouri, Hoa Kỳ. Năm 2010, dân số của xã này là 1.733 người.